# Julius Constantius
Julius Constantius (overleden in september 337) was een patricius en consul in het Romeinse Rijk en een lid van de Constantijnse dynastie. Hij was een zoon van keizer Constantius Chlorus en zijn tweede vrouw Flavia Maximiana Theodora, een jongere halfbroer van keizer Constantijn de Grote en de vader van keizer Julianus. Hij had twee broers, Dalmatius en Hannibalianus, en drie zussen, Constantia, Anastasia en Eutropia. 

## Leven
Julius Constantius werd geboren na 289. Ondanks zijn illustere verwantschap was Julius Constantius zelf nooit keizer of mede-keizer. Zijn vader gaf gaf hem de titel van patricius. 
Julius Constantius was twee keer getrouwd. Met zijn eerste vrouw Galla, een zuster van Neratius Cerealis had hij twee zonen en een dochter. Zijn oudste zoon, wiens naam niet is opgenomen, werd samen met zijn vader vermoord in 337. Zijn tweede zoon Constantius Gallus, werd door zijn neef Constantius II tot Caesar benoemd. Zijn dochter was de eerste vrouw van Constantius II.  Er wordt voorondersteld dat Galla en Julius nog een dochter hadden, geboren tussen 324 en 331 en getrouwd met Justus, de moeder van Justina, wiens dochter, de vrouw van keizer Theodosius I, Galla heette. 
Na de dood van zijn eerste vrouw trouwde Julius Constantius met een Griekse vrouw Basilina, de dochter van de gouverneur van Egypte, Julius Julianus. Basilina gaf hem nog een zoon, de toekomstige keizer Julianus de Afvallige, maar stierf voor haar echtgenoot in 332/333. Er is niets bekend over andere huwelijken van Julius Constantius, maar aangezien de bronnen over hem nogal arm zijn, zijn andere huwelijken niet uitgesloten. Julius Constantius woonde naar verluidt op aanwijzing van zijn stiefmoeder Helena, aanvankelijk niet aan het hof van zijn halfbroer, maar samen met Dalmatius en Hannibalianus in Tolosa, in Etrurië, de geboorteplaats van zijn zoon Gallus, en in Corinthe. Ten slotte werd hij naar Constantinopel geroepen, waar hij een goede relatie opbouwde met Constantijn. 
Constantijn begunstigde zijn halfbroer door hem als patricius en consul aan te stellen voor het jaar 335, samen met Gaius Caeionius Rufius Albinus.
Echter, in 337, na de dood van Constantijn, werden verschillende mannelijke leden van de Constantijnse dynastie gedood, onder wie Constantius (wiens eigendom in beslag werd genomen)  en zijn oudste zoon; zijn twee jongere zonen werden gespaard omdat ze in 337 nog kinderen waren. Later zouden ze verheven worden tot respectievelijk de rang van Caesar en Augustus.